# Oceanosuchus

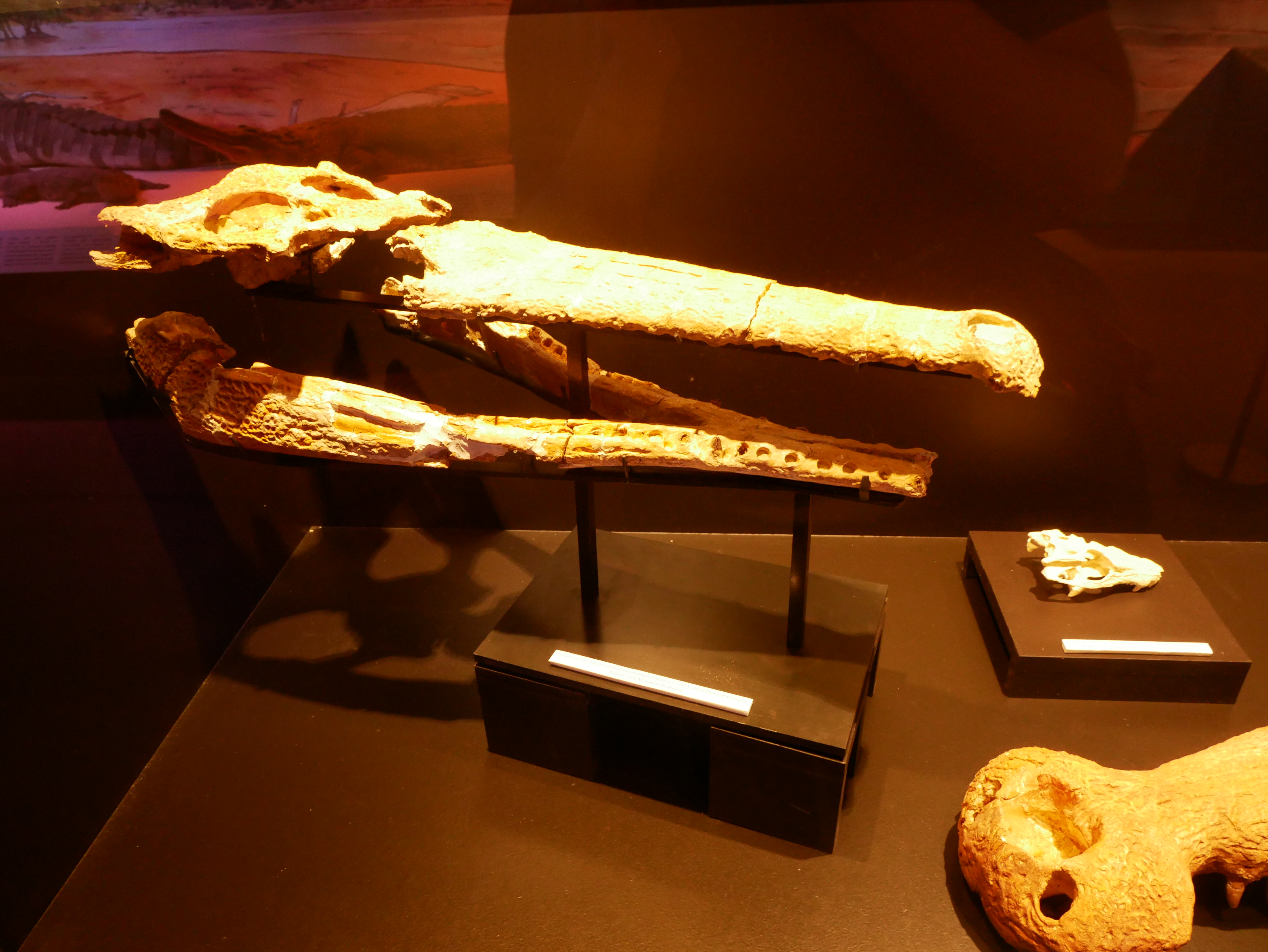
Череп Oceanosuchus boecensis

Oceanosuchus — рід мезоевкрокодилових фолідозавридів, різновид морських крокодиломорфів. Його знають за черепом і частковим скелетом, знайденими в породах раннього сеноманського віку в Нормандії, Франція. Рострум черепа був відносно коротким порівняно з іншими фолідозавридами. Oceanosuchus був описаний у 2007 році Хуа та його колегами. Типовим видом є O. boecensis.